# Haloarcula quadrata
Espèce
Haloarcula quadrata est une espèce d'archées halophiles du genre Haloarcula. Ce dernier se distingue des autres genres de la famille des Halobacteriaceae par la présence de dérivés spécifiques de lipides polaires de type triglycosyldiéther TGD-2. Elles se développent de façon optimale à une température de 40 à 45 °C, sous forme de feuillets d'environ 65 cellules de forme carrée ou triangulaire. On les trouve dans les environnements salés neutres tels que les lacs salés, les marais salants et les sols salins. Comme pour les autres Halobacteriaceae, leur croissance requiert une concentration d'au moins 1,5 mol/L de NaCl, mais elles se développent de façon optimale pour une concentration de NaCl de 2,0 à 4,5 mol/L.
H. quadrata a été isolée en 1999 lors des tentatives de culture d’Haloquadratum walsbyi, demeurées infructueuses jusqu'en 2004.